# Philippe Caux
Philippe Caux (* 25. Oktober 1973 in Chamonix-Mont-Blanc) ist ein französischer Curler. 
Sein internationales Debüt hatte Caux im Jahr 1991 bei der Curling-Juniorenweltmeisterschaft in Glasgow, er blieb aber ohne Medaille. 1992 gewann der bei der JWM in Oberstdorf die Silbermedaille und 1993 in Grindelwald ebenfalls bei der JWM die Bronzemedaille. 
Caux vertrat Frankreich bei den Olympischen Winterspielen 2002 in Salt Lake City als Ersatzspieler. Die Mannschaft schloss das Turnier auf dem fünften Platz ab. 

## Erfolge
- 2. Platz Juniorenweltmeisterschaft 1992
- 3. Platz Juniorenweltmeisterschaft 1993